# Blue Caprice
Blue Caprice è un film del 2013 diretto da Alexandre Moors.

## Distribuzione
Il 15 agosto 2013 è stato diffuso il trailer ufficiale del film. Il film sarà distribuito nei cinema statunitensi a partire dal 13 settembre.